# Maria Franziska von Trapp

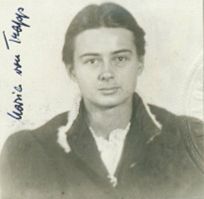
Maria Franziska von Trapp (1948)

Maria Franziska von Trapp (* 28. September 1914 in Zell am See; † 18. Februar 2014 in Stowe, Vermont) war eine US-amerikanische Missionarin österreichischer Herkunft.

## Leben
Die zweitälteste Tochter von Georg Ludwig von Trapp bildete gemeinsam mit ihren sechs Geschwistern und ihrer Stiefmutter Maria Augusta Trapp die weltbekannten Trapp Family Singers. Das Leben dieser Familie war die Grundlage für das Broadway-Musical The Sound of Music (1959) und dessen Verfilmung Meine Lieder – meine Träume (1965).
Die Familie Trapp emigrierte nach dem „Anschluss“ Österreichs an Deutschland. Sie hatte sich zuvor geweigert, bei der Geburtstagsfeier von Adolf Hitler aufzutreten. Georg von Trapp wehrte sich gegen die Einberufung zur deutschen Wehrmacht. 1938 kamen sie in die USA, zogen 1942 nach Vermont und gaben im ganzen Land Konzerte. Nach dem Tod von Georg von Trapp 1947 und dem Ende ihrer Tourneen wurde Maria Franziska Missionarin in Papua-Neuguinea. Zuletzt lebte sie in der Trapp Family Lodge in Stowe, Vermont. Maria Franziska von Trapp erhielt 1948 die US-amerikanische Staatsbürgerschaft. 
2007 erhielt die Trapp-Familie in Braunau am Inn den Egon Ranshofen-Wertheimer Preis. Im Juli 2008 besuchte Maria Franziska die Villa Trapp in Aigen (Salzburg) und ihr Geburtshaus (jetzt im Besitz der Familie Porsche) in Zell am See. Am 25. Juli 2008 nahm sie gemeinsam mit ihrem Halbbruder Johannes, ihrer Schwägerin Erika, der Witwe von Werner von Trapp und Ernst Florian Winter, dem Witwer ihrer Schwester Johanna (1919–1994), an einer Feier zur Einweihung der Villa Trapp als Hotel teil. 
Maria Franziska von Trapp starb am 18. Februar 2014 im 100. Lebensjahr.
Sie war seit dem Tod ihrer Schwester Agathe von Trapp 2010 das letzte Lebende Mitglied des Chors.